# Chickaloon
Chickaloon (Nay’dini’aa Na’) è un CDP degli Stati Uniti d'America, situato nello Stato dell'Alaska e in particolare nel Borough di Matanuska-Susitna.